# Livros de Samuel

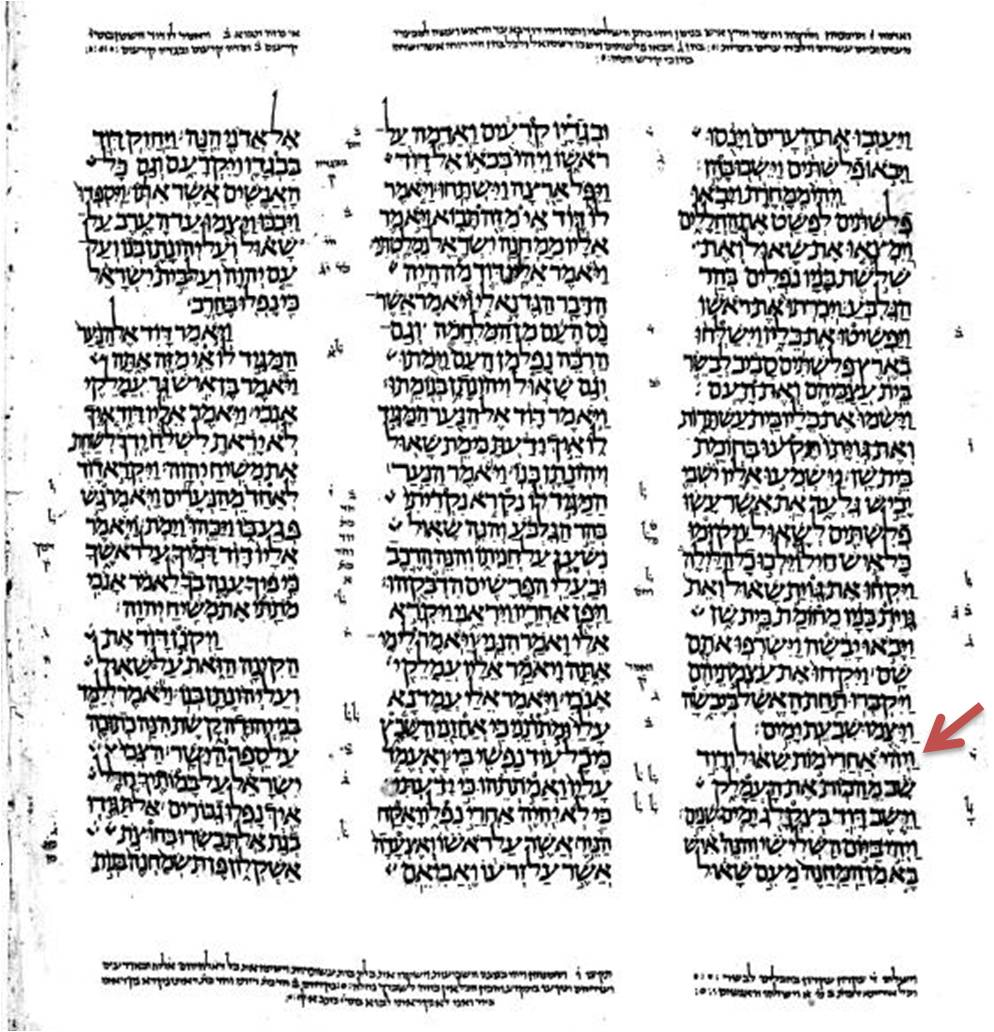
I e II Samuel no Codex Leningradensis.

Os dois Livros de Samuel (em hebraico:  Sefer Shmuel ספר שמואל), I Samuel e II Samuel, são parte da narrativa da história de Israel na seção dos "profetas" (nevi'im) da Bíblia hebraica (Antigo Testamento cristão). Muitos estudiosos bíblicos consideram-nos parte da história deuteronômica, uma série de livros (Josué, Juízes, Samuel e Reis) que contem a história teológica dos israelitas e que tem por objetivo explicar a lei de Deus para Israel sob a orientação dos profetas. Segundo a tradição judaica, o livro foi escrito por Samuel, com adições pelos profetas Gade e Natã; estudiosos modernos acreditam que a história deuteronômica foi composta como um todo no período entre 630 e 540 a.C. através da combinação de diversos textos independentes de épocas variadas.
Samuel começa com o nascimento do profeta Samuel e o seu chamado por Deus. A história da Arca da Aliança que se segue trata da opressão de Israel pelos filisteus, o que levou Samuel a ungir Saul como o primeiro rei de Israel. Mas Saul se mostrou indigno e a graça de Deus recaiu sobre David, que derrotou os inimigos de Israel e levou a arca para Jerusalém. Deus em seguida prometeu a David e a seus descendentes uma dinastia eterna.

## Resumo
Ana, que não conseguia ter filhos, jurou a Javé das hostes que se ela tivesse um filho ele seria dedicado a Ele. Eli, o sacerdote de Siló (onde estava a Arca da Aliança), a abençoou e uma criança chamada Samuel nasceu. Ele então foi dedicado a Deus como um nazarita — o único além de Sansão a ser identificado na Bíblia. Os filhos de Eli, Hofni e Fineias, se mostraram indignos do sacerdócio e foram mortos em combate na batalha de Afeque, mas o pequeno Samuel cresceu "na presença do Senhor".
Os filisteus capturaram a Arca da Aliança em Siló e a levara para o templo de seu deus, Dagon, que reconheceu a supremacia de Javé. Os filisteus foram afligidos por pragas e devolveram a arca aos israelitas, mas os do território da tribo de Benjamim e não a Siló. Os filisteus atacaram depois os israelitas reunidos em Mispá em Benjamim. Samuel apelou a Javé, os filisteus foram decisivamente derrotados e puderam recuperar seu território.
Já na velhice, Samuel nomeia seus filhos Joel e Abias como juízes, mas eles se mostram indignos e o povo passa a clamar por um rei. Javé ordena que Samuel lhes dê um rei a despeito de suas preocupações e aponta Saulo, da tribo de Benjamim. Ele derrota os inimigos de Israel, mas ofende a Javé com seus pecados. Ele então ordena Samuel que faça a unção de David, de Belém, como rei; David entra para a corte de Saulo como seu escudeiro e harpista. O filho e herdeiro de Saulo, Jônatas, fica amigo de David e o reconhece como verdadeiro rei, mas Saulo trama sua morte. David foge para o deserto e se torna um campeão dos israelitas. Ele se junta aos filisteus, mas segue sendo secretamente um campeão de seu povo até que Saulo e Jônatas são mortos numa batalha no monte Gilboa. Na ocasião, Davi profere uma magnífica eulogia ao rei morto, na qual ele elogia a bravura e magnificência de Saulo e de seu amigo Jônatas.
Os anciãos de Judá ungem David como rei, mas, no norte, Isbosete, outro filho de Saulo, reina sobre as tribos setentrionais. Depois de uma longa guerra, Isbosete é assassinado por Recabe e Baaná, dois de seus capitães, que ansiavam ser recompensados por David. O rei, porém, ordena que eles sejam mortos por terem assassinado um escolhido de Deus. Apesar disto, o próprio David é então ungido como rei de Israel. Ele captura Jerusalém e leva a Arca da Aliança para lá, já com a intenção de construir um grandioso templo; porém, o profeta Natã avisa ao rei que será um de seus filhos que terá essa honra. David derrota os inimigos de Israel, esmagando filisteus, moabitas, edomitas, sírios e idumeus.
David comete o pecado do adultério com Betsabé e trama a morte do marido dela, Urias, o Hitita, e, por isso, Javé castiga sua casa com muitos desastres. O profeta Natã profetiza que a espada jamais se afastará da casa de David e o restante de seu reinado foi conturbado. Amnom, um de seus filhos, estuprou sua meia-irmã Tamar e Absalão, irmão deles, o assassina, se revolta contra o pai e acaba morto na Batalha na Floresta de Efraim. Finalmente, apenas dois contendores restaram para suceder David no trono, Adonias e o filho de Betsabé, Salomão. O livro I Reis segue o relato contando como, no leito de morte de David, Betsabé e Natã garantem a ascensão de Salomão ao trono.

## Composição

### Versões
Os livros atualmente conhecidos como I Samuel e II Samuel são chamados pela Vulgata, imitando a Septuaginta, de "I Reis" e "II Reis" respectivamente. Nestas versões, os livros atualmente conhecidos como "I Reis" e "II Reis" eram conhecidos como "III Reis" e "IV Reis" nas Bíblias anteriores ao ano de 1516. Foi apenas em 1517 que a divisão passou a ser a que conhecemos atualmente, tanto nas bíblias católicas quanto nas protestantes. Contudo, ainda existem versões que mantém a antiga denominação, como é o caso da Bíblia Douay Rheims.
I e II Samuel eram originalmente — e ainda são em algumas bíblias judaicas — um único livro, mas a primeira tradução para o grego (a Septuaginta), produzida por volta do século II a.C., o dividiu em dois. Esta divisão foi adotada pela tradução latina utilizada pela igreja primitiva no ocidente e finalmente acabou adotada pelas bíblias judaicas por volta do século XVI. O moderno texto hebraico (chamado texto massorético) difere consideravelmente do texto grego e os estudiosos ainda estão trabalhando para encontrar a melhor solução para muitos dos problemas que esta diferença provoca.

### Autoria e datação
Segundo as passagens 14b e 15a do tratado "Bava Basra" do Talmude, o livro foi escrito por Samuel até I Samuel 25, que narra a sua morte, e o resto pelos profetas Gad e Natã. Estudiosos críticos do século XIX em diante rejeitam essa atribuição. Martin Noth, em 1943, propôs que o Livro de Samuel foi composto por um único autor como parte de uma história de Israel conhecida como história deuteronômica (que inclui o Deuteronômio, Josué, Juízes, Samuel e Reis). Embora a tese de Noth de que a história inteira tenha sido escrita por um único indivíduo tenha sido abandonada, sua teoria, de forma ampla, tem sido adotada pela maioria dos estudiosos.
O ponto de vista mais comum atualmente é que a primeira versão da história foi composta na época do rei Ezequias (século VIII a.C.); o grosso da primeira edição dataria da época de seu neto, Josias, no final do século VII a.C., com seções adicionais acrescentadas durante o exílio babilônico (século VI a.C.); a obra estaria substancialmente completa por volta de 550 a.C.. Edições adicionais foram aparentemente realizadas depois, como exemplifica "quarto de siclo de prata" que o servo de Saulo oferece a Samuel em I Samuel 9:8 quase certamente fixa a data desta história ao período persa ou helenístico.
Os autores e editores do século VI a.C. responsáveis pela maior parte da história se basearam em muitas fontes anteriores, incluindo — mas não se limitando a — uma "narrativa da arca" (I Samuel 4:1 até I Samuel 7:1 e, possivelmente, parte de II Samuel 6), um "ciclo de Saulo" (partes de I Samuel 9-11 e I Samuel 13-14), a "história da ascensão de David" (I Samuel 16:14 até II Samuel 5:10) e a "narrativa da sucessão" (II Samuel 9-20 e I Reis 1-II). A mais antiga destas narrativas, a da arca, pode ser anterior à era de David.

## Temas

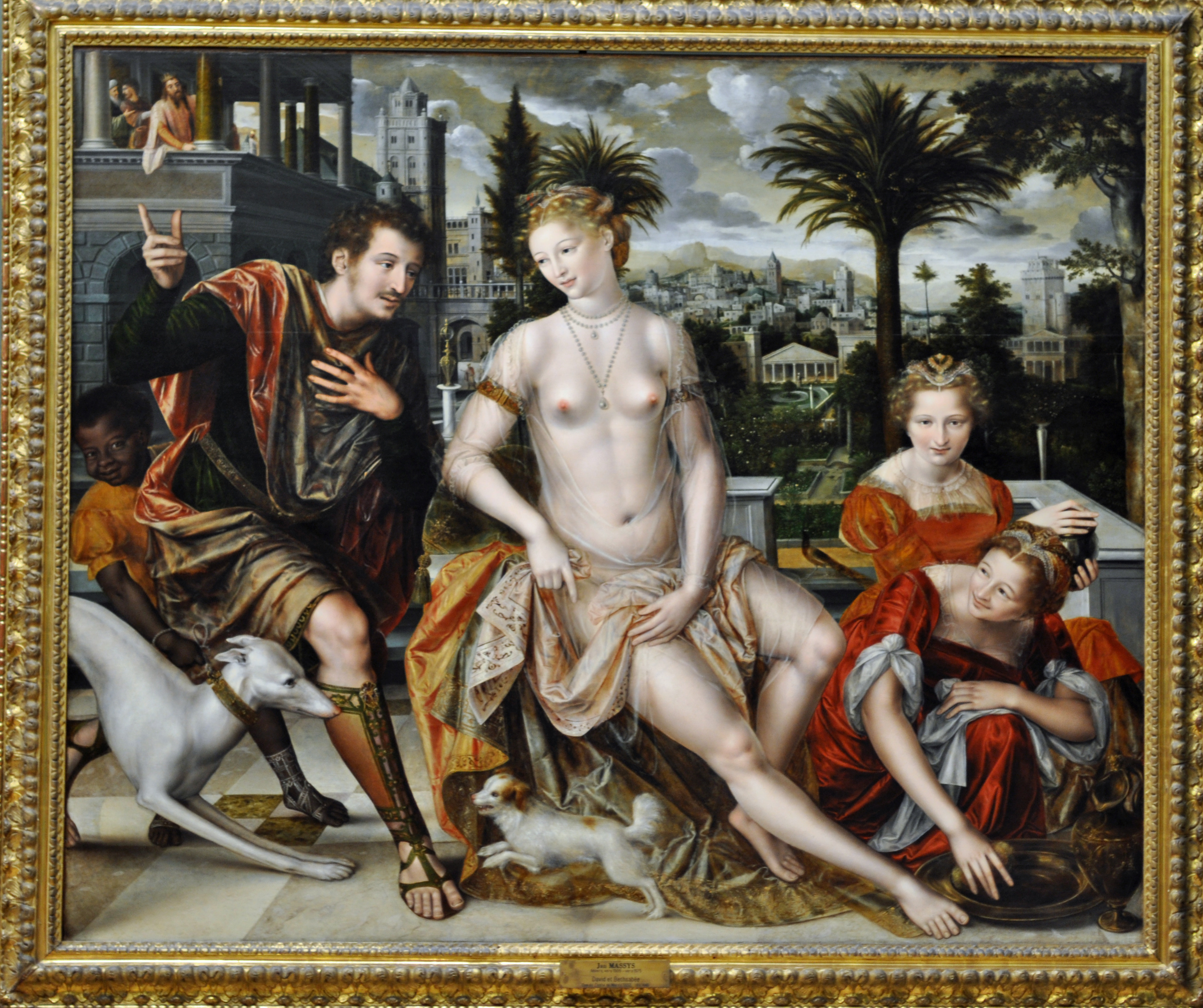
"David e Betsabé". O caso dos dois levou à destruição da família de David e à ascensão de Salomão, filho dela, ao trono de Israel.
1592. Por Jan Matsys e atualmente no Louvre, em Paris.

Os livros de Samuel são, no todo, uma avaliação teológica da monarquia dinástica hereditária de forma ampla e da casa de David em particular. Os temas principais do livro são introduzidos no poema de abertura, conhecido como "Canção de Ana": (i) a soberania de Javé, Deus de Israel; (ii) a reversão da sorte (ou destino) dos homens; (iii) monarquia. Estes temas se desenrolam na história dos três protagonistas, Samuel, Saulo e David.

### Samuel
Samuel corresponde à descrição do «"profeta semelhante a ti"» (Deuteronômio 18:15–22): como Moisés, ele tem acesso direto a Javé, age como juiz e é um líder perfeito, que jamais erra. A vitoriosa defesa dos israelitas por Samuel contra seus inimigos demonstra que eles não tem necessidade de um rei, que traria ainda mais desigualdade, mas, apesar disso, o povo clama por um. Mas o rei que eles recebem é um presente de Javé e Samuel explica que a monarquia pode ser uma benção ao invés de uma maldição se o povo permanecer fiel a Deus. Por outro lado, a destruição completa do rei e do povo será o resultado de sua iniquidade.

### Saul
Saulo é o escolhido, «...na flor da idade e belo. Não havia entre os filhos de Israel outro mais belo do que ele; desde os ombros para cima sobressaía a todo o povo» (I Samuel 9:2), um rei nomeado por Javé e ungido por Samuel, o profeta de Javé, mas, no final, termina rejeitado. Saulo tem dois defeitos que o tornaram indigno para a função de rei: ele realiza um sacrifício no lugar de Samuel (I Samuel 13:8–14) e não completa o genocídio dos amalequitas comandado por Javé (I Samuel 15:).

### David
Uma das principais unidades narrativas nos Livros de Samuel é a "História Corte de Davi", cujo objetivo é justificar David como o legítimo sucessor de Saulo. Ela enfatiza que ele conquistou o trono legalmente, sempre respeitando o "ungido de Deus" (ou seja, Saulo) e jamais aproveitou-se de nenhuma das inúmeras chances que teve de tomar o trono de forma violenta. Como rei de Israel escolhido por Deus, David é também o filho de Deus: «Eu lhe serei pai, e ele me será filho» (II Samuel 7:14). Deus pactua uma aliança eterna com David e sua linhagem prometendo a proteção divina para sua dinastia e para Jerusalém até o final dos tempos.

### Comentários
- «Shmuel I – I Samuel (Judaica Press)]» (em inglês). Chabad.org
- «Shmuel II – Samuel II (Judaica Press)]» (em inglês). Chabad.org
- Auld, Graeme (2003). «1 & 2 Samuel». In:  James D. G. Dunn and John William Rogerson. Eerdmans Commentary on the Bible (em inglês). [S.l.]: Eerdmans. ISBN 9780802837110
- Bergen, David T. (1996). 1, 2 Samuel (em inglês). [S.l.]: B&H Publishing Group. ISBN 9780805401073
- Gordon, Robert (1986). I & II Samuel, A Commentary (em inglês). [S.l.]: Paternoster Press. ISBN 9780310230229
- Hertzberg, Hans Wilhelm (1964). I & II Samuel, A Commentary (em inglês) trans. from German 2nd edition 1960 ed. [S.l.]: Westminster John Knox Press. p. 19. ISBN 978-0664223182
- Tsumura, David Toshio (2007). The First book of Samuel (em inglês). [S.l.]: Eerdmans. ISBN 9780802823595